# Newark and Sherwood
Newark and Sherwood este un district ne-metropolitan situat în Regatul Unit, în comitatul Nottinghamshire din regiunea East Midlands, Anglia.

## Orașe din cadrul districtului
- Newark-on-Trent
- Ollerton
- Southwell

## Vedeți și
- Listă de orașe din Regatul Unit